# カラゴン事件
カラゴン事件（カラゴンじけん）とは、1945年7月7日から8日にかけて、ビルマのカラゴン村で、陸軍第33師団歩兵第215連隊第3大隊（大隊長市川清義少佐、陸士53期）及びビルマ憲兵隊が、住民を英印軍に通じたゲリラと判断し拷問・暴行を加え637人を殺害し、さらに家屋放火し女性を拉致した事件。拉致した女性への性暴力も疑われた。1946年にBC級戦犯裁判（イギリス・ラングーン裁判）で裁かれた。なお、文献によっては「カラゴン村事件」の表現も見られる。

## 事件
1945年7月、日本軍のビルマ憲兵隊モールメン分隊の憲兵4名が、モールメンの東北約50キロメートルにあるカラゴン村付近に英印軍の空挺部隊が降下したという情報を受けて、カラゴン村を調査した。
取調べの結果、カラゴン村の近く2、3キロメートルの地点に空挺部隊が降下し、村民たちの支援を受けていることが判明した。陸軍第33師団歩兵第215連隊第3大隊（市川大隊長）は、第215連隊（柄田節連隊長）から敵軍根拠地殲滅の命令を受けて、空挺部隊を討伐するために降下地点を襲撃したが、部隊は既に移動した後だった。第3大隊はいったんモールメンに帰還した後、今度はカラゴン村の掃討命令を受けて、カラゴン村へ向かった。
1945年7月7日夕方、第3大隊と憲兵隊は、カラゴン村に到着すると、村人を集め、男性をモスクに、女性と子供を附属の集会所に閉じ込めた。それから憲兵隊が徹夜で取調べを行い、その間に村民を虐待した。殴打したり、家屋から吊るすなどして拷問しながら尋問したとされる。その中で何人かの村民がゲリラに協力していることを自白した。翌7月8日の午後、村民たちは4人から10人ずつのグループに分けられて、目隠しをしたうえ紐で結ばれて村の各所の井戸の側に連行され、銃剣で刺されてから井戸に放り込まれた。
生き残った村長の証言によると、戦後殺害された村民の人数を確認したところ、男性174人、女性195（または196）人、子供266（または267）人の計637人だった。当時カラゴン村の人口は900人から1千人程度で、約400人の村民は殺されずに助かった。尋問は行ったものの、容疑者を絞ることもなく、女性や子供も含めて殺害したことから、被害者が多くなったとされる。
その後、日本軍は村を離れたが、同月11日に再び村に現れて家屋に放火し、約10人の女性を連れ去った。

## 裁判

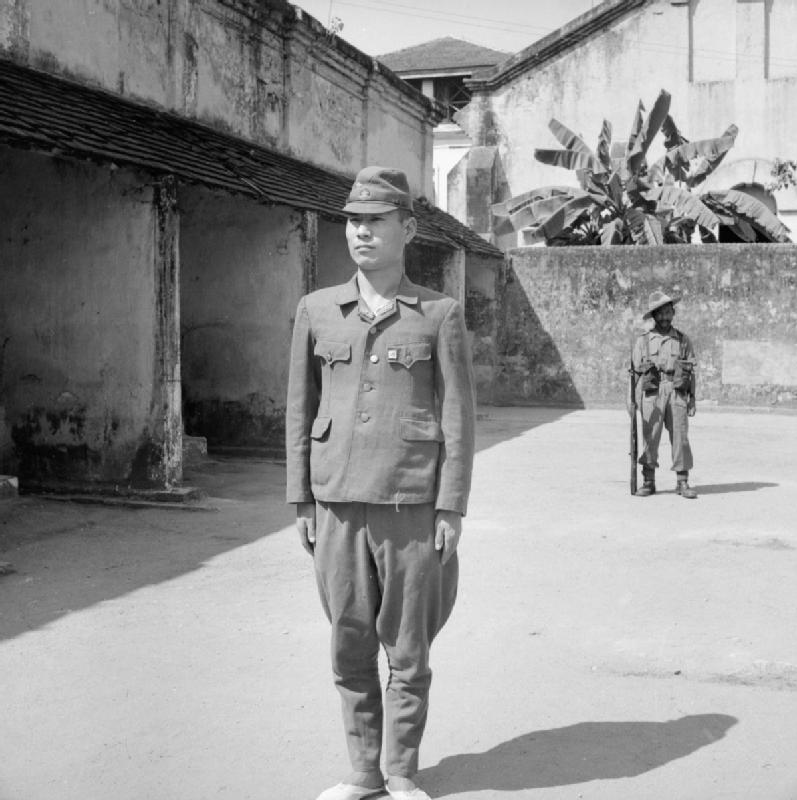
市川清義少佐（大隊長）

### 起訴
事件発生の契機となった「英印軍の空挺部隊」は、スパイ活動に携わり、戦争犯罪の捜査にもあたった特別作戦部隊・136部隊だったため、事件は早くから英軍の捜査対象となり、ビルマで最初の戦犯裁判で裁かれることとなった。
1946年3月12日、イギリス・ラングーン軍事裁判所で、陸軍第33師団歩兵第215連隊第3大隊の市川大隊長以下8人とビルマ憲兵隊モールメン分隊の憲兵6人の計14人が、村民の男女・子供を殺害したこと、住民を殴打し、拷問し、傷つけるなどの虐待を行ったことおよび（市川大隊長について）村長の妻と9人の女性を誘拐したことが、戦争法規・慣習に違反したとして起訴された。

### 公判
裁判は4月10日まで17日間にわたって行われ、生き延びた村民が次々に証言台に立ち、事件の詳細について証言した。
検察側は村民の多くが空挺部隊を支援していた事実を争わなかった。
弁護側は、大量の村民の殺害の事実については争わず、日本軍の行為が敵対行為に対する合法的な報復であり、軍事的に必要な行為であったこと、また仮に戦争犯罪であったとしても、被告人は上官の命令を遂行しただけで責任はないと主張して無罪を申し立てた。
本人尋問で、第3大隊の市川大隊長は、殺害は自分の判断で行ったのではなく、上官の命令を遂行したのだと主張した。女性・子供の村民を殺害したことについて、本当に女性・子供が敵対行為をすると考えたのかと問われて、する可能性があり、女性・子供も含めて殺害するよう命令を受けていたので自分はそれに従った、と回答した。子供の殺害については、子供を生かしたとしても孤児になり生きていくこともできないため、時間を節約して任務を遂行するために殺さざるを得なかったとも述べている。また同部隊の幹部として行動した大尉は、上官からの命令が不法と考えたとき、上官に意見具申する義務があると思わないか問われて、自分は不法とは思わなかったと回答した。

### 判決
1946年4月10日に判決が下され、第3大隊の関係者は、大隊長が絞首刑、実際の処刑にあたった3中隊の隊長3名が銃殺刑、大隊副官と連絡将校、村外で警備にあたっていた中隊長の3名が有期刑、殺害に関係しなかったとされた軍医1名が無罪となった。憲兵関係者は、殺害には関係しなかったとして虐待の容疑のみを問われ、憲兵大尉ら3名が無罪、3名が5年から7年の有期刑となった。
弁護側の「合法的な報復」という主張は、イギリス軍に協力した村民は数十人で、武器の提供の証拠は見つかっていなかったにもかかわらず、女性・子供を含めて600人以上を殺害することは合法的な報復の範囲を超えているとして退けられた。
被告人たちの直接の上官にあたる陸軍第33師団歩兵第215連隊の柄田節連隊長は、公判開始前の供述書では、市川大隊長に村民殺害の命令はしていないと自らの責任を否定していたが、法廷では供述書の内容を否定して自らの責任を認め、判決後には確認官に減刑の嘆願書を提出して、カラゴン村の殺害に責任があるのは自分以外になく、村民を殺せと命令したのは自分であり、大隊長には裁量の余地はなかったとして、部下の救済を訴えた。
しかし裁判所は、カラゴン村でなされるべきことについては大隊に自由裁量の余地があり、虐殺は「軍事的必要」や「上官の命令への絶対服従」から正当化されるものではなかったと判断し、確認官も判決を支持した。3ヵ月後に確認判決が発表されたが、減刑はなく、同年7月15日にラングーンで死刑が執行された。

### 女性への性暴力
起訴状の第3の容疑（女性の誘拐）に関して、公判の中で検察側は、誘拐されたのが若い女性ばかりで、被告の「スパイとして使おうとした」との主張が不自然であることから、「慰安婦」とする目的だったのではないかと追及したが、確証が得られず「誘拐」について有罪を主張するに止まった。誘拐容疑について大隊長は有罪となった。なお当初誘拐されたとされていた村長の妻は殺害されていたことが判明した。
また第2の容疑（虐待）に関連して、軍医少尉が少女を強姦したとして証人が立てられ、検察側は強姦を虐待の方法の一つとして告発したが、証拠不十分として無罪となった。

### 余録
第33師団長の田中信男中将（陸士24期）は、歩兵第215連隊の戦記によるとカラゴン村の掃討命令を下したとされているが、起訴されることはなく、自ら責任を認めることもなかった。